# Phantasy Quartet
Phantasy Quartet, op. 2, és un quartet per a oboè, violí, viola i violoncel compost per Benjamin Britten l'any 1932. En el catàleg del compositor apareix com a Phantasy, subtitulat: Quartet en un moviment per a oboè, violí, viola, violoncel. Es va estrenar l'agost de 1933 com a emissió de la BBC.

## Història
Britten va compondre Phantasy Quartet als 18 anys com a estudiant del Royal College of Music, després del seu primer treball al qual va assignar un número d'opus, la Sinfonietta per a orquestra de cambra. El va dedicar a l'oboista Léon Goossens, que va interpretar la primera actuació en una emissió de la BBC el 6 d'agost de 1933, amb membres de l'International String Quartet. Els mateixos intèrprets van fer l'estrena en concert a Londres el 21 de novembre d'aquell any. El 5 d'abril de 1934, es va interpretar a Florència per la Societat Internacional de Música Contemporània, com la primera peça que va guanyar el reconeixement internacional del compositor.

## Música
La música té la forma d'una fantasia del segle XVI, en forma d'arc amb elements de la forma sonata. Com en el Quartet d'oboès de Mozart, l'oboè té una funció solista. La durada és de 15 minuts.
S'ha anomenat "consumadament elaborat". La música neix del silenci i al final hi torna en simetria. El primer tema és una marxa, marcada molto pianissimo, amb el violoncel començant al diapasó d'un violoncel silenciat, seguit de la viola, el violí i finalment l'oboè. El tema esdevé més tard també la font dels temes en una secció ràpida, similar a la secció de desenvolupament de la forma sonata. A la secció mitjana lenta, les cordes soles introdueixen un tema en el qual s'uneix l'oboè. El segueix, en simetria, una recapitulació del tram ràpid, i després la marxa. El musicòleg Eric Roseberry resumeix: "Si la secció lenta pastoral es fa ressò de la música popular pausada d'una personalitat anglesa que Britten encara no havia rebutjat del tot, la Phantasy en el seu conjunt genera una tensió i una cruesa harmònica que són presagis d'una visió menys complaent".

## Enregistraments
Un enregistrament de l'oboista François Leleux amb Liza Batiaixvili, Lawrence Power i Sebastian Klinger combina el quartet amb el quartet d'oboè de Mozart i altres músiques de cambra dels dos compositors.